# Centrophorus
Centrophorus è un genere di squali squaliformi. Comprende specie di acque profonde diffuse negli oceani temperati e tropicali di tutto il mondo. Sono caratterizzate da corpo di colore grigio o marrone, grandi occhi verdi e spine su entrambe le pinne dorsali. Devono il loro nome proprio alla presenza di queste ultime: in greco, infatti, kentron significa "spina" e pherein "portare".
Questo genere è presente con resti fossili (C. squamosus) fin dal Paleocene.

## Specie
- Centroforo ago, Centrophorus acus Garman, 1906.
- Centroforo nano, Centrophorus atromarginatus Garman, 1913.
- Centroforo, Centrophorus granulosus (Bloch e Schneider, 1801).
- Centroforo ottuso, Centrophorus harrissoni McCulloch, 1915
- Centroforo pinnanera, Centrophorus isodon (Chu, Meng e Liu, 1981)
- Centroforo pinnabassa, Centrophorus lusitanicus Barbosa du Bocage e Brito Capello, 1864
- Centroforo pinnapiccola, Centrophorus moluccensis Bleeker, 1860
- Centroforo di Taiwan, Centrophorus niaukang Teng, 1959
- Centroforo robusto, Centrophorus robustus Deng, Xiong & Zhan, 1985
- Centroforo delle Seychelles, Centrophorus seychellorum Baranes, 2003
- Centroforo squame a foglia, Centrophorus squamosus (Bonnaterre, 1788)
- Centroforo mosaico, Centrophorus tessellatus Garman, 1906
- Centroforo boccanera, Centrophorus uyato (Rafinesque, 1810)[1]
- Centroforo occidentale, Centrophorus westraliensis White, Ebert & Compagno, 2008
- Centroforo australe, Centrophorus zeehaani White, Ebert & Compagno, 2008